# Malinao (Albay)
Malinao è una municipalità di quarta classe delle Filippine, situata nella Provincia di Albay, nella Regione del Bicol.
Malinao è formata da 29 baranggay:
- Awang
- Bagatangki
- Balading
- Balza
- Bariw
- Baybay
- Bulang
- Burabod
- Cabunturan
- Comun
- Diaro
- Estancia
- Jonop
- Labnig
- Libod

- Malolos
- Matalipni
- Ogob
- Pawa
- Payahan
- Poblacion
- Bagumbayan
- Quinarabasahan
- Santa Elena
- Soa
- Sugcad
- Tagoytoy
- Tanawan
- Tuliw